# Petter Brodin
Petter Brodin, född 24 mars 1982, är en svensk barnläkare vid Karolinska sjukhuset och professor i immunologi vid Karolinska Institutet.

## Biografi
Under studierna på Karolinska Institutet (KI), på det kombinerade läkar-doktorandprogrammet, togs han upp i Klas Kärres och Petter Höglunds gemensamma lab. Han avlade läkarexamen vid KI 2010, disputerade året efter och fortsatte som postdoktorand vid Stanford University 2012-2013. 2013 återvände han till Karolinska och Science for Life Laboratory som barnläkare, forskare och sedan slutligen 2018 som docent. Året efter han återvände till KI tilldelades han SSMF:s stora anslag för yngre forskare om 6,4 miljoner. Han har bland annat studerat immunförsvarets utveckling hos spädbarn för att förstå och försöka förhindra utvecklingen av allergier och autoimmuna sjukdomar hos barn. År 2017 erhöll han Svenska Läkaresällskapets pris för bästa projektansökan och utsågs till en Wallenberg Clinical Fellow. Han blev 2019 invald som ledamot i Sveriges unga akademi på ett femårigt mandat och även samma år utsedd till Wallenberg Academy Fellow i medicin. År 2020 tilldelades han Göran Gustafssonpriset i medicin, vilket innebar ett personligt pris om 250 000 och forskningsanslag på drygt 5 miljoner kronor för "hans banbrytande analys av det humana immunsystemets tidiga utveckling."

### Covid-19-pandemin
Under covid-19-pandemin blev Brodin föremål för återkommande intervjuer i dagspress och gästade Malou von Sivers i TV. Han blev samtidigt svensk samordnare för ett stort internationellt nätverk för covid-bekämpning (Covid Human Genetic Effort, CHGE). I samband med det uttryckte han förhoppningar att det tätare samarbete som uppstått mellan forskare i samband med pandemin skulle leva kvar även efteråt, och fortsatt gagna forskningen. I CHGE-nätverkets uppdrag ingick att samla ihop fallrapporter om individer under 50 som drabbats av svår covid-19, för att skaffa nya kunskaper om immunförsvarets roll och grunda för förbättrade behandlingsmetoder. En av nätverkets slutsatser blev att medfödd eller förvärvad brist på typ-1 interferoner gav en betydande riskökning för svår sjukdom. Brodins forskargrupp har även varit med och beskrivit ett hyperinflammatoriskt tillstånd (MIS-C) som i ovanliga fall drabbar barn smittade av Sars-cov-2. Forskargruppen var även involverad i en randomiserad kontrollerad (RCT) Fas-II-studie av läkemedlet KAND567, en antagonist mot fraktalkinreceptorn som togs fram för att dämpa hyperinflammatorisk respons vid svår covid-19. Gruppen har även deltagit i forskningen för att ta fram ett blodprov för diagnos av Postcovid, Liksom i en RCT för behandling av Poscovid med covid-läkemedlet Paxlovid. För sin forskning under pandemin – särskilt artikeln The immunology of multisystem inflammatory syndrome in children with COVID-19 om MIS-C – belönades han 2023 med Oskar Medins pris av Svenska Läkaresällskapet.
Enligt Google Scholar har hans forskningsartiklar (2024) citerats över 16 000 gånger med ett h-index på 50.

## Familj
Petter Brodins föräldrar är båda psykiatriskötare och Brodin har berättat för Nature att hans första kontakt med sjukvården var genom deras berättelser. Han träffade sin fru under studietiden på KI, tillsammans har de tre barn.

## Utmärkelser
- 2014 – SSMF:s stora anslag för yngre forskare
- 2017 – Svenska Läkaresällskapets pris för bästa projektansökan
- 2020 – Göran Gustafssonpriset i medicin
- 2023 – Oskar Medins pris från Svenska Läkaresällskapet